# Alanís
Alanís – gmina w Hiszpanii, w prowincji Sewilla, w Andaluzji, o powierzchni 280,19 km². W 2011 roku gmina liczyła 1858 mieszkańców. Leży na wysokości 660 metrów i jest 106 kilometrów od Sewilli.